# L-70 (航空機)
L-70
- 用途：練習機
- 製造者：ヴァルメト
- 運用者：フィンランド空軍
- 初飛行：1975年7月1日
- 生産数：30機
- 運用開始：1980年

L-70 は、フィンランドで開発された初等練習機。ヴィンカ（Vinka、「突風」の意）という愛称がある。ミルトレイナーは、輸出用につけられた名称。

## 概要
フィンランドの国営航空機製作所ヴァルメトが開発した。機体は全金属製、エンジンは単発レシプロ、主翼は低翼配置、降着装置は固定脚、座席は並列複座になっている。座席後方には、2名分の座席か330kgまでの貨物が搭載できる。主翼下に4ヶ所のハードポイントがあり、内側は150kg、外側は100kgまで搭載できる。1975年7月1日に初飛行を行い、1980年から1982年に30機がフィンランド空軍に引き渡された。
フィンランド空軍の仕様の他、FAAのFAR23の規定に合うように製作されていて、2人乗りはA類、4人乗りはU類になる

## 要目
- 全長：7.50m
- 全幅：9.63m
- 全高：3.31m
- 自重：767kg
- 最大離陸重量：1,040kg （A類） 1,250kg （U類）
- エンジン：ライカミングAEIO-360-A1B6 レシプロエンジン 1基　200hp
- 最大速度：130kt (240km/h)
- 巡航速度：120kt (222km/h)
- 航続距離：548nm (1,015km)
- 乗員：2名